# Sutješki vjesnik
Sutješki vjesnik, elektroničko-tiskani list sutjeških Hrvata, je bosanskohercegovački časopis na hrvatskom jeziku.
Izlazi od kolovoza 2004. kao mjesečnik, uz povremene prekide. Tiskana naklada je 400 primjeraka. Osnivač je Franjevački samostan Kraljeva Sutjeska.
Glavni i odgovorni urednik je Vjeko Tomić, dok uredništvo čine Nikolina Pavlović, Perica Subašić, Drago Dujmović, Tomislav Đondraš i Vjeko Tomić. Prvi urednik bio je Dražen Filipović, a članica prvog uredništva bila je i Jelena Marić.

## Vanjske poveznice
- Sutješki vjesnik  Arhivirana inačica izvorne stranice od 25. siječnja 2017. (Wayback Machine)
- Facebook - Sutješki vjesnik
- Facebook - Sutješki vjesnik
- YouTube - Sutješki vjesnik online video portal
- Scribd